# Pecha
La pecha, peita o pecta fue un impuesto de los reinos Aragón, de Navarra y del Reino de Castilla.

## Contexto histórico
Para el especialista en historia de las instituciones, Luis García de Valdeavellano, en un análisis del conjunto de los reinos hispánicos cristianos medievales, afirmaba que «todos los habitantes —siervos o libres— del gran dominio [de un señor] estaban sometidos a la potestad del señor y sujetos a una serie de gravámentes o prestaciones, que genéricamente se llamaron foros o usos. Ante todo los terrazgueros de los predios del señorío debían al señor el pago de una renta o censo por el disfrute de la tierra y en reconocimiento del dominio ajeno sobre el predio que poseían.»
No era una novedad sino una continuación de las costumbres ya que «esta renta se había confundido con el antiguo tributo territorial romano y recibió nombres diversos según los territorios y las épocas: censum, tributum, foro, infurción, pectum (luego pecha y pecho), y en los países del Nordeste, usaticum, parata y terratge; en la Baja Edad Media se generalizaron en León y Castilla los nombres de marzadga y martiniega, por satisfacerse el censo en marzo o el día de San Martín.»
Respecto a la forma de satisfacer al fisco este tributo afirma que «la renta se pagaba, por lo general, en especie y su cuantía, muy variable según los lugares, podía ser la de una cuarta parte de los frutos, o el diezmo, o, como en Aragón, la novena parte. Asimismo, los habitantes del señorío satisfacían al señor la gabela llamada fumadga, que se pagaba por encender fuego en cada hogar.»

## Aragón
La pecha puede considerarse como contemporánea a los primeros siglos de la Reconquista, según consta en los privilegios otorgados a los lugares de nueva población en los cuales se procuraba atraer a los pobladores, eximiéndoles de pecha y de otras servidumbres. Este impuesto correspondía a la taille francesa, ya porque estaban exentos de pagarlos los eclesiásticos, nobles e infanzones, ya porque era un género de contribución personal que se cargaba sobre los bienes, sitios y muebles; de aquí su desigualdad en el repartimiento y la incertidumbre consiguiente a las apreciaciones arbitrarías que se puede dar a los bienes muebles que son dos inconvenientes muy grandes, al que puede agregarse el que dimanaba del recargo que experimentaban algunos lugares.
Era pagada por los campesinos, oscilando entre la quinta y la sexta parte de las cosechas, siendo tasada globalmente para cada localidad y luego se dividía entre los labradores. La pagaban también los moros y judíos y se deduce que sus aljamas no estuvieron nunca exentas de la gracia concedida por Pedro IV en 1336 a Mahoma Mazucla, encargado de la obra del Puente de Zaragoza, para no contribuir con la pecha por cinco años. Sus productos no eran tan saneados como suponen algunos escritores, pues la Real Hacienda no percibía íntegro su producto, ya por estar como enajenado gran parte de él por el excesivo número de caballerías que los Reyes situaban en la contribución de lugares realengos para remunerar a los Ricos-homes los servicios que hacían, ya por la rebaja que resultaba cuando las heredades que pechaban recaían en poder de los infanzones que estaban exentos de ella.

## Navarra
Como explica el historiador José Antonio Munita Loinaz, «la pecha, "pecta" o "peita" designaciones con las que también es conocida en el reino de Navarra» eran ingresos ordinarios que percibían reyes y señores, nobles o eclesiásticos, resultando ser «un pago estrechamente unido a la explotación de la tierra, de carácter perpetuo, y que se efectúa en reconocimiento de la jurisdicción territorial que sobre ella ejerce el señor.»
Sobre su origen según el historiador Luis Javier Fortún Pérez de Ciriza, que sigue las ideas desarrolladas por García de Valdeavellano,«la pecha tiene el valor de renta anual en la que se confundía el antiguo tributo territorial romano y el censo privado que pagaba todo colono por disfrutar de una tierra ajena.»
La Gran enciclopedia de Navarra la define como un «Censo o renta que los campesinos villanos pagaban anualmente al fisco real y, en su caso -los de señorío – al señor.» Con ello deja claro que tanto los hidalgos, clérigos o francos estaban exentos de tal pago. Añade que «la pecha estaba constituida por una parte de la producción agraria, que originariamente osciló probablemente entre el cinco y el diez por ciento.»
El historiador Alfredo Floristán Imízcoz, por otro lado, puntualiza indicando que «en Navarra recibieron el nombre de pechas los pagos que, en especie o en dinero, satisfacían determinadas familias, conocidas como pecheras, a señores laicos, eclesiásticos o al rey.» En Navarra, a diferencia de Castilla, el término pechero no era sinónimo de no-hidalgo, ya que hay constancia de que algunos hidalgos pagaban pechas también.
Se podía satisfacer bien global, comunitaria o concejilmente (pecha pleiteada o pecha tasada) o bien individualmente (pecha capital). Habitualmente se optaba por el pago en especie (trigo, cebada) añadiendo en algunos casos puntuales dinero o animales. Se entregaba durante el mes de septiembre (entre San Gil y San Miguel). En los casos de las pechas tasadas, las cuantías permanecían invariables, siendo el reparto entre vecinos de cada lugar en función de la superficie de cada uno; si uno tenía casa pero no tenía tierras, no pagaba; si uno tenía tierras, pero era vecino de otro lugar, sí solían pagarlas. Incluidos los hidalgos.
José Yanguas y Miranda escribía sobre la negativa connotación social de ser pechero el caso de algún pueblo:

Era tal la repugnancia con que se las miraba en aquel tiempo, que el pueblo de Villatuerta dió al erario 60.000 reales de plata doble, esto es más de 6.000 duros, tan sólo porque la pecha que pagaba al rey se llamase censo perpetuo.
José Yanguas y Miranda

En muchas ocasiones se terminaba pagando lo mismo, o más, por el cambio de concepto.